# 全国シルバー人材センター事業協会
公益社団法人全国シルバー人材センター事業協会（ぜんこくシルバーじんざいセンターじぎょうきょうかい）は、旧厚生労働省（職業安定局総務課）所管の公益社団法人。

## 概要
- 主な目的：シルバー人材センターおよびその連合体の振興、主に高齢者の雇用促進
- 沿革：1982年（昭和57年）7月 設立
- 本部所在地：東京都江東区東陽3-23-22 東陽ANビル3F

## 活動内容
協会は、定年退職者等の高齢者（以下「高齢者」という。）の希望に応じた臨時的、短期的な就業又はその他の軽易な業務に係る就業の機会を確保し、及びこれらの者に対して組織的に提供することにより、その就業を援助して、これらの者の生きがいの充実、社会参加の推進を図ることにより、高齢者の能力を生かした活ある地域社会づくりに寄与することを目的とする団体（以下「シルバー人材センター、シルバー人材センター連合」という。）の健全な発展を図るとともに、高齢者の能力の積極的な活用を促進することにより、高齢者の福祉の増進に資することを目的とする。（第3条）